# 中村学 (サッカー選手)
中村 学（なかむら まなぶ、1977年6月26日 - ）は、日本の元プロサッカー選手、サッカー指導者。ポジションはミッドフィルダー、フォワード。現在は、グルージャ盛岡のアシスタントコーチを務めている。

## 来歴
二人の兄の影響から岩手県盛岡市にある月ヶ丘サッカースポーツ少年団からサッカーを始め、小さい頃からFWとしてトップスピードの中での確かなボールコントロール、左右両足からでも打てる正確で強烈なシュートを身につけていた。北陵中時代は上位進出はならなかったが、当時U-16日本代表に選出されていた上級生である和久石澄人の影響を受けウイングプレーヤーとしての幅も広げていった。盛岡商高時代には持ち前のスピードとテクニックに加え、広い視野からの的確なポストプレーでチームの攻撃を活性化させた。国体では岩手県U-18選抜チームのメンバーに名を連ね、大船渡高1年の小笠原満男と競演した。
ブランメル仙台の入団テストでプロとしての可能性を見出し入団。同期には千葉直樹（ベガルタ仙台）、中島浩司（ベガルタ仙台→ジェフ千葉→サンフレッチェ広島）がいる。若手育成の恩恵を受け早い時期から試合に出場する。脚力・ドリブルを武器としてFW・右サイドを主戦場にした。当時監督を務めていた清水秀彦からはドリブラーとして期待されたが、平間智和・大友慧ら移籍選手の後塵を拝すこととなり出場が激減。ラストシーズンとなった2001年にはキャンプ時からの好調を維持し、開幕戦ではマルコスの仙台初得点をアシストした。

## 所属クラブ
- 月ヶ丘サッカースポーツ少年団
- 盛岡市立北陵中学校
- 盛岡商業高校
- 1996年-2001年 ブランメル仙台/ベガルタ仙台
- 2003年-2005年 ヴィラノーヴァ盛岡/グルージャ盛岡
- 2006年-2007年 グルージャイストリア
- 2009年 グルージャイストリア

## 個人成績
| 国内大会個人成績 | 国内大会個人成績 | 国内大会個人成績 | 国内大会個人成績 | 国内大会個人成績                                 | 国内大会個人成績 | 国内大会個人成績 | 国内大会個人成績 | 国内大会個人成績 | 国内大会個人成績 | 国内大会個人成績 | 国内大会個人成績 |
| 年度             | クラブ           | 背番号           | リーグ           | リーグ戦                                         | リーグ戦         | リーグ杯         | リーグ杯         | オープン杯       | オープン杯       | 期間通算         | 期間通算         |
| 年度             | クラブ           | 背番号           | リーグ           | 出場                                             | 得点             | 出場             | 得点             | 出場             | 得点             | 出場             | 得点             |
| 日本             | 日本             | 日本             | 日本             | リーグ戦                                         | リーグ戦         | リーグ杯         | リーグ杯         | 天皇杯           | 天皇杯           | 期間通算         | 期間通算         |
| ---------------- | ---------------- | ---------------- | ---------------- | ------------------------------------------------ | ---------------- | ---------------- | ---------------- | ---------------- | ---------------- | ---------------- | ---------------- |
| 1996             | B仙台            | 28               | 旧JFL            | 13                                               | 0                | -                | -                | 0                | 0                | 13               | 0                |
| 1997             | B仙台            | 28               | 旧JFL            | 17                                               | 2                | 0                | 0                | 2                | 0                | 19               | 2                |
| 1998             | B仙台            | 15               | 旧JFL            | 23                                               | 1                | 3                | 0                | 3                | 0                | 29               | 1                |
| 1999             | 仙台             | 15               | J2               | 22                                               | 1                | 0                | 0                | 1                | 0                | 23               | 1                |
| 2000             | 仙台             | 15               | J2               | 2                                                | 0                | 1                | 0                | 0                | 0                | 3                | 0                |
| 2001             | 仙台             | 15               | J2               | 7                                                | 0                | 0                | 0                | 0                | 0                | 7                | 0                |
| 2004             | G盛岡            |                  | 東北2部北        |                                                  |                  | -                | -                |                  |                  |                  |                  |
| 2005             | G盛岡            |                  | 東北1部          |                                                  |                  | -                | -                |                  |                  |                  |                  |
| 2006             | G盛岡イ          |                  | 岩手県3部        |                                                  |                  | -                | -                | -                | -                |                  |                  |
| 2007             | G盛岡イ          | 18               | 岩手県2部        |                                                  |                  | -                | -                | -                | -                |                  |                  |
| 2009             | G盛岡イ          | 28               | 東北2部北        |                                                  |                  | -                | -                | -                | -                |                  |                  |
| 通算             | 日本             | 日本             | J2               | 31                                               | 1                | 1                | 0                | 1                | 0                | 33               | 1                |
| 通算             | 日本             | 日本             | 旧JFL            | 53                                               | 3                | 3                | 0                | 5                | 0                | 61               | 3                |
| 通算             | 日本             | 日本             | 東北1部          | \|\|\|\|colspan="2"\|-\|\|\|\|\|\|\|\|           |                  |                  |                  |                  |                  |                  |                  |
| 通算             | 日本             | 日本             | 東北2部北        | \|\|\|\|colspan="2"\|-\|\|\|\|\|\|\|\|           |                  |                  |                  |                  |                  |                  |                  |
| 通算             | 日本             | 日本             | 岩手2部          | \|\|\|\|colspan="2"\|-\|\|colspan="2"\|-\|\|\|\| |                  |                  |                  |                  |                  |                  |                  |
| 通算             | 日本             | 日本             | 岩手3部          | \|\|\|\|colspan="2"\|-\|\|colspan="2"\|-\|\|\|\| |                  |                  |                  |                  |                  |                  |                  |
| 総通算           | 総通算           | 総通算           | 総通算           | 84                                               | 4                | 4                | 0                | 6                | 0                | 94               | 4                |

## 指導歴
- 2006年 - 2009年 グルージャ盛岡ジュニアユース監督（トップチームコーチ兼務）
- 2010年 - 2012年 グルージャ盛岡コーチ
- 2013年 - 2015年 グルージャ盛岡営業部長（2013年5月 - 12月トップチームコーチ兼務）
- 2016年 - 2018年 グルージャ盛岡強化育成部長
- 2019年 - いわてグルージャ盛岡GM